# Yūsuf Balasaguni
Yūsuf Balasaguni vagy Yusuf Khass Hajib - egy 11. századi Balaszagun városából származó közép-ázsiai török költő, államférfi, vezír, maturidi teológus és filozófus volt. Ő írta a Kutadgu Bilig-et, és ebben a műben a róla szerzett ismertek nagy része is saját írásaiból származik. Nevét többnyire Yūsuf Balasaguniként említik.

## Élete
A költő, Balasaguni szülőháza Balaszagun városában a Burana régészeti lelőhelyen volt, a mai Tokmok város közelében, Észak-Kirgizisztánban. Születési idejét 1018-ra vagy 1019-re becsülik. Apja akkoriban a város egyik kiemelkedő és gazdag embere volt. A fiatal költő általános iskoláit szülővárosában szerezte. Munkáira a legfőbb hatással Avicenna, Al-Farabi és Firdauszí voltak.
Yusuf Balasaguni Kutadgu Bilig ("Áldott tudás") című munkáját 54 évesen (1069-ben vagy 1070-ben) fejezte be. Műveit a karakhanida korszak török nyelvén írta, ahogy ő maga nevezte.
A Kutadgu Bilig (A királyi dicsőség bölcsessége) volt az első muzulmán törökök nyelvén írt mű a muszlim reneszánsz idején, versét Balasaaguni-ban kezdte el írni és körülbelül 50 éves volt, amikor Kasgarban befejezte.

## Főbb munkája
- Kutadgu Bilig (vers)

## Emlékezete
- A kirgizisztáni Biskekben emlékművet állítottak számára.
- A Kirgiz Nemzeti Egyetemet 2002-ben Yusuf Balasaguniról nevezték el.
- Nevét Kirgizisztánban számos utca viseli.
- Balasaguni képe látható a kirgiz nemzeti valuta 1000 som bankjegyén. Ezenkívül a Kirgizisztáni Nemzeti Bank emlékérméket bocsátott ki a költő születésének 1000. évfordulójára.
- Az üzbegisztáni Taskent, Andijon és Szamarkand utcái is viselik Yusuf Hass Hajib nevét.
- Yusuf Balasaguni sírja